# Armand de Bourbon-Conti
Pour les articles homonymes, voir Armand de Bourbon.
Titre
Prince de Conti
11 octobre 1629 – 21 février 1666
(36 ans, 4 mois et 10 jours)
Signature
Armand de Bourbon, prince de Conti, né le 11 octobre 1629 à Paris et mort le 21 février 1666 à Pézenas au château de la Grange-des-Prés, est le dernier des trois enfants d'Henri II de Bourbon, prince de Condé et de Charlotte Marguerite de Montmorency. Il est en outre le frère du « Grand Condé » et d'Anne Geneviève de Bourbon-Condé, duchesse de Longueville.

## Biographie

### Premières années

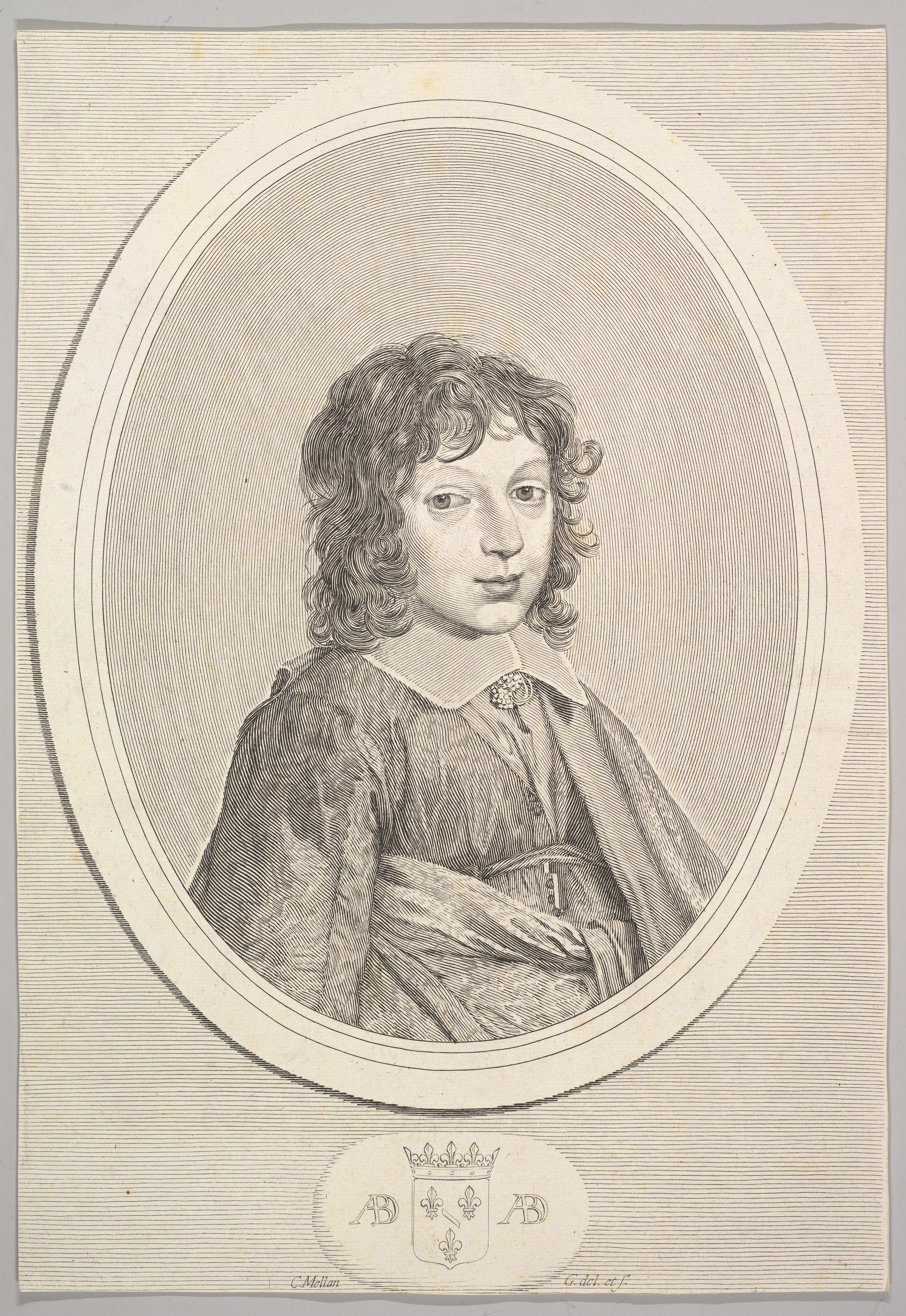
Portrait d'Armand de Bourbon-Conti enfant, gravé par Claude Mellan

Le 23 décembre 1630, l'enfant est tenu sur les fonts baptismaux de l'église Saint-Sulpice par sa tante Marie-Félicie des Ursins, duchesse de Montmorency, et Armand-Jean du Plessis, cardinal de Richelieu. Le titre de prince de Conti est établi en sa faveur en 1629.
De santé délicate, légèrement bossu, il est destiné par ses parents à l'état ecclésiastique et formé par les Jésuites au collège de Clermont. S'il fallait en croire Grimarest, le premier biographe de Molière, il y aurait eu pour condisciple le futur comédien, ce qui est peu probable, Jean-Baptiste Poquelin étant son aîné de presque huit ans. Dès le 12 décembre 1641, il reçoit la commende de l'abbaye de Saint-Denis. L'année suivante, il est nommé abbé de Cluny, et recevra encore sept autres abbayes et cinq prieurés. Le 6 août 1643, il obtient son diplôme de maître des arts et, en 1646, celui de bachelier en théologie de l'université de Bourges. À la mort de son père le prince de Condé, au cours de cette même année, il est soumis à la décision d'un conseil de famille qui décide de le maintenir un an de plus chez les Jésuites, à son grand déplaisir.

### L'épisode de la Fronde

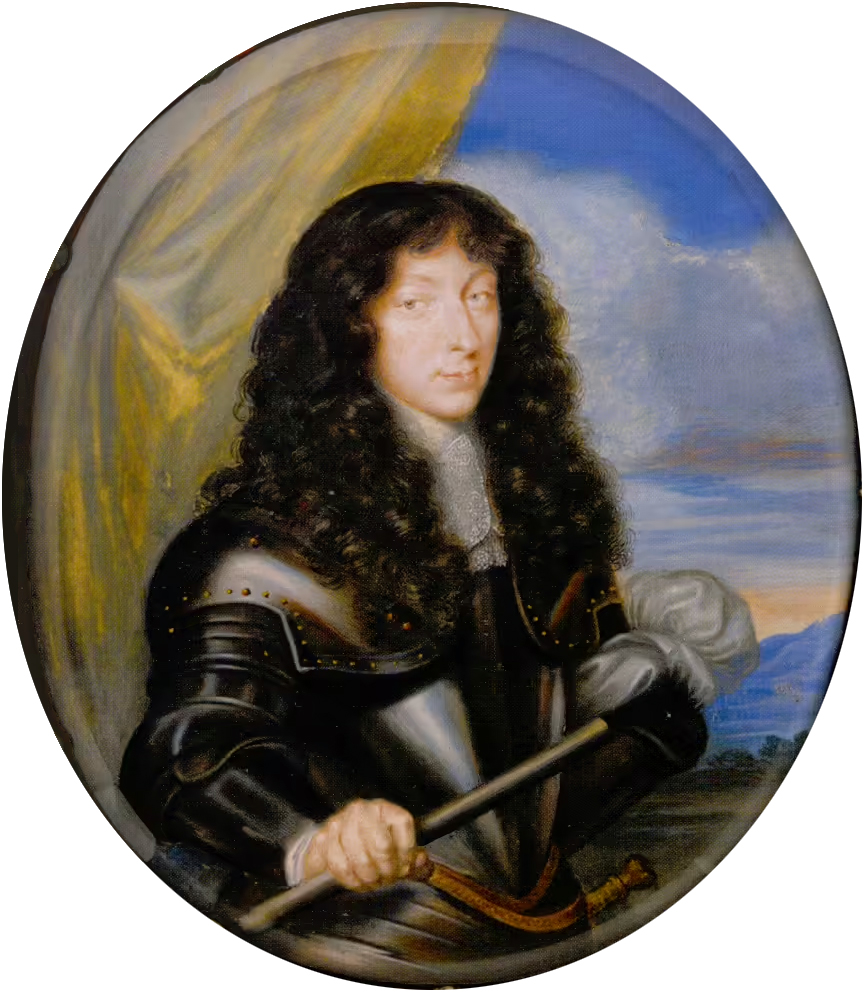
Portrait du jeune prince de Conti.

Au mois de janvier 1649, avec le mari de sa sœur, le duc de Longueville, et désireux d'obtenir le chapeau de cardinal, il prend parti pour la Fronde parlementaire, dont il devient le commandant des forces armées. Il est battu à Charenton le 8 février par son frère, le prince de Condé, resté fidèle à la Cour. Mais après la paix de Rueil, convaincu notamment par leur sœur, Condé se rallie à la Fronde, dès lors codirigée par Conti, Condé et Longueville. Le trio est arrêté au Palais-Royal le 16 janvier 1650 et emprisonné au château de Vincennes, puis au château de Marcoussis et enfin au fort du Havre.
Sa séparation d'avec sa sœur lui rend la captivité extrêmement difficile. Il tenta même d'entrer en contact avec elle par la magie[réf. nécessaire]. Au début de son emprisonnement, il est fort malade d'une blessure qu'il s'est faite à la tête volontairement. On disait que cet incident était arrivé en jetant un flambeau d'argent en l’air[réf. nécessaire]. Cette blessure est néanmoins de quelque utilité aux princes, à qui on ne peut, dès lors, refuser le secours des médecins et des chirurgiens, dont certains leur servent d'intermédiaires avec l'extérieur.
En 1651, devant la Fronde, Mazarin est obligé de s'exiler ; Conti est libéré le 7 février. Son frère, devenu incontournable dans la direction de l'État, l'empêche d'épouser Charlotte de Lorraine, fille de la duchesse de Chevreuse, ancienne confidente d'Anne d'Autriche et également grande conspiratrice. Réfugié à Bordeaux, dernière ville frondeuse, il capitule le 31 juillet 1653 et obtient l'autorisation de se retirer en Languedoc, à Pézenas dans son château de La Grange-des-Prés.

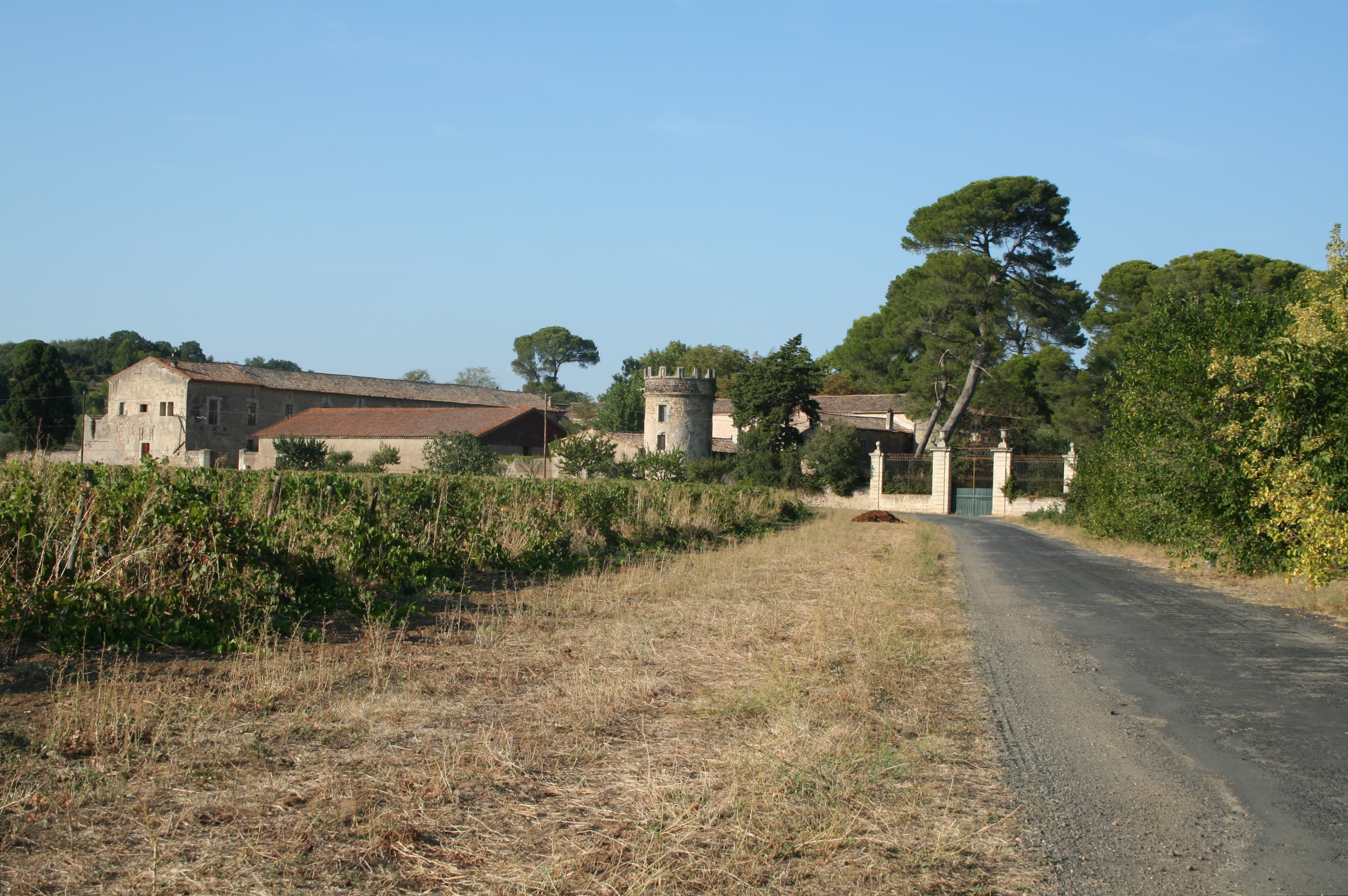
Vue du château de la Grange-des-Prés.

C'est à cette époque où, afin de distraire la petite cour qui l'avait suivi, il fait venir des comédiens et découvre donc la troupe de Molière, qu'il autorise à porter son nom. Amnistié quelques semaines plus tard et désireux de rentrer complètement en grâce, il manifeste le souhait d'épouser l'une des nièces de Mazarin - une scandaleuse mésalliance - et d'obtenir le gouvernement de Guyenne dont son frère Condé vient d'être déchu, ainsi que le commandement d'une armée. Sitôt rentré à Paris, il épouse donc le 21 février 1654 Anne-Marie Martinozzi.

### Retour en grâce

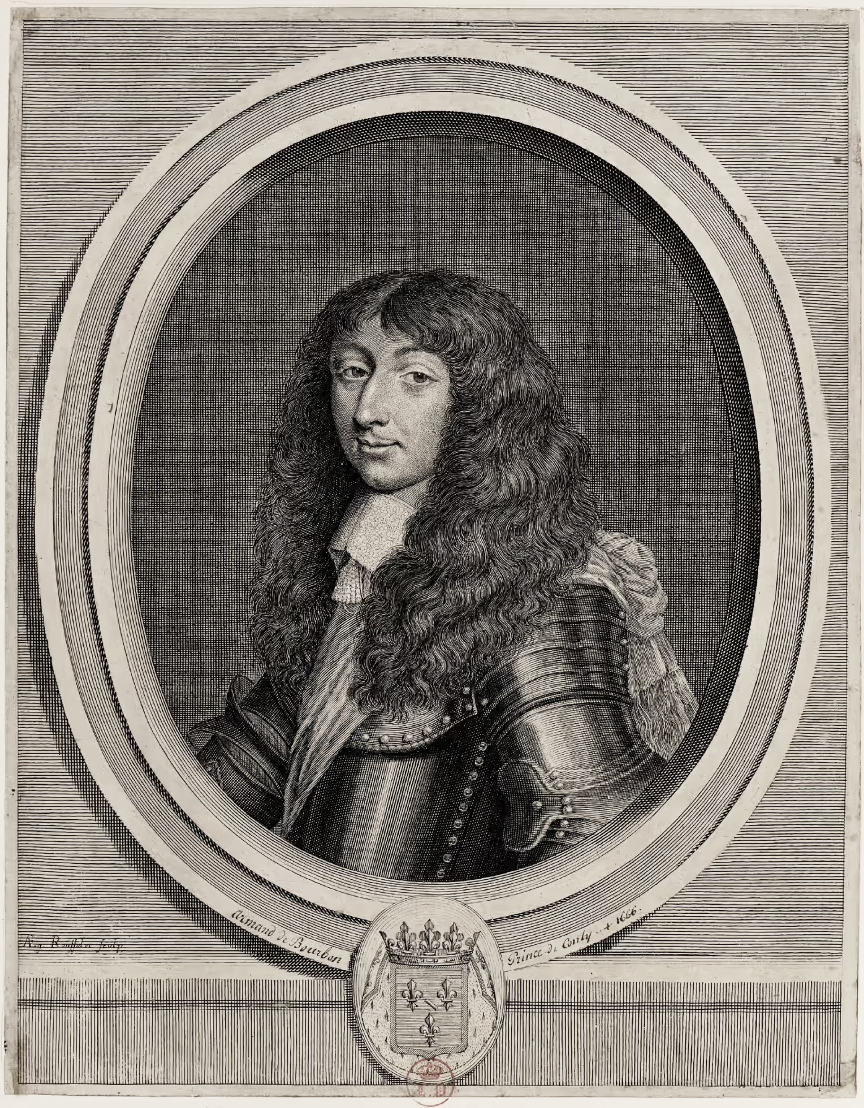
Portrait d'Armand de Bourbon-Conti, gravé par Desrochers.

Dès juin 1654, il doit quitter Paris et sa femme pour prendre le commandement de l'armée qui envahit la Catalogne. Il ne retrouve son épouse dans le Languedoc que le 30 novembre 1654, lorsqu'il vient ouvrir les États de Languedoc à Montpellier. Du printemps à l'automne 1655, il repart conduire les forces françaises en Espagne ; le 4 décembre il vient ouvrir la nouvelle session des États de Languedoc à Pézenas. Il passe une grande partie de l'année 1656 à Paris, souffrant d'une maladie vénérienne qu'il a probablement contractée à Montpellier à l'automne 1653 en suivant dans ses frasques libertines le comte d'Aubijoux, alors gouverneur de la ville.
C'est alors que, faisant suite à des entretiens avec Nicolas Pavillon, évêque janséniste d'Alet, entrepris dès 1655, il se « convertit », c'est-à-dire retourne vers une foi ardente et intransigeante. Il se prête alors à la pénitence et aux mortifications, renonce à tous les plaisirs, fait savoir à la troupe de Molière qu'il ne veut plus qu'elle porte son nom (les comédiens étant alors tous excommuniés), et se rapproche bientôt de la Compagnie du Saint-Sacrement, tout en tendant au jansénisme. Il a 27 ans.

Le 28 mars 1657, il est nommé par le roi Grand maître de France. Il reçoit le commandement de l'armée d'Italie et assiège sans succès la ville d'Alexandrie en mai 1657. Le 16 janvier 1660, Louis XIV lui accorde une pension annuelle de 60 000 livres et lui offre le gouvernement du Languedoc, laissé vacant par la mort de Gaston d'Orléans, oncle du roi.

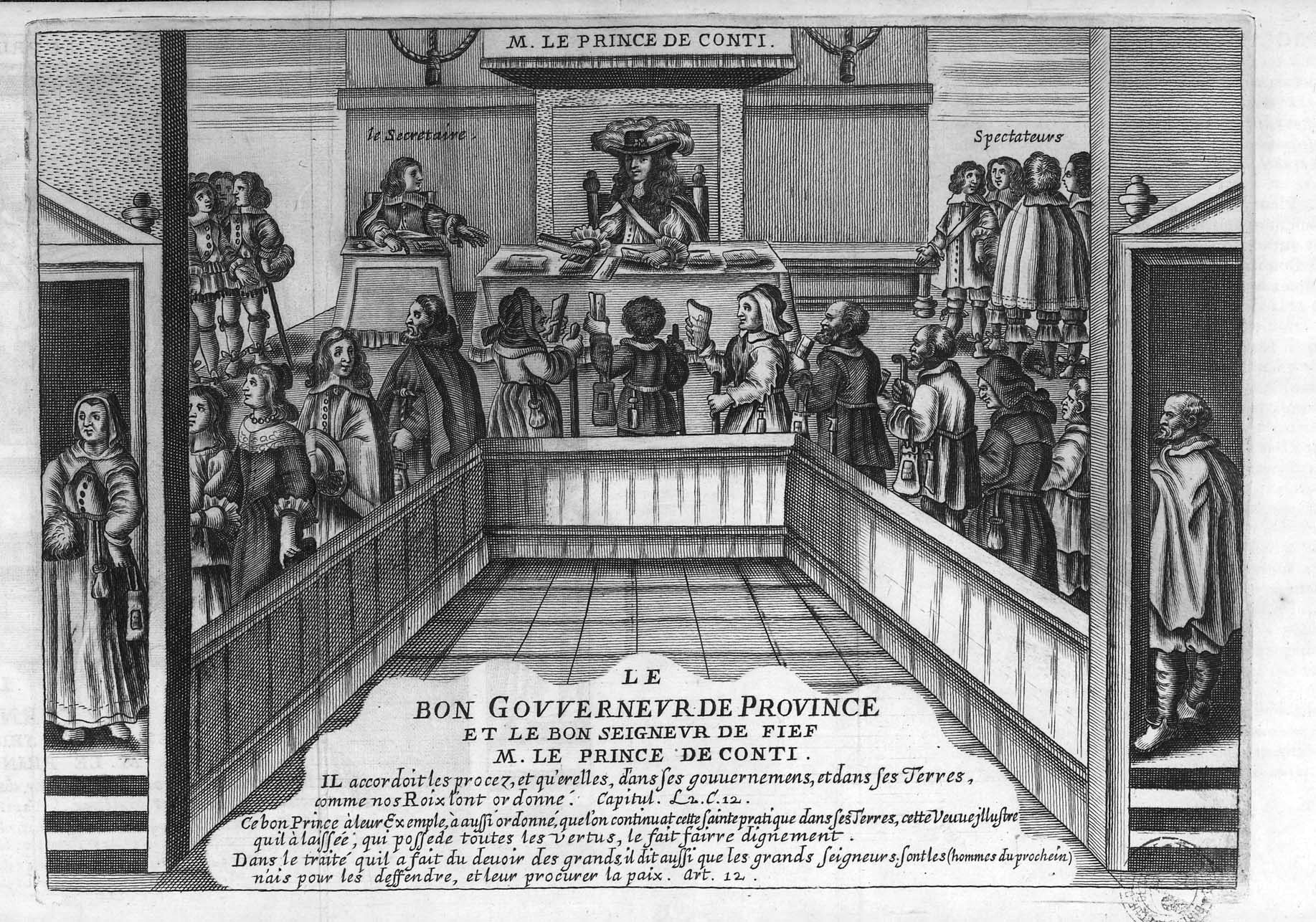
Frontispice de L'Arbitre charitable d'Alexandre de la Roche, 1668.

Il participe à partir de cette date à des actions dans le cadre de la Compagnie du Saint-Sacrement en multipliant les œuvres pies, en fondant des collèges, en œuvrant à la conversion des protestants. Il s'efforce également de moraliser la population tout en s'attelant à réduire son fardeau fiscal. L'administration de sa province, accomplie avec justice et sagesse, lui vaut une grande popularité auprès de ses coreligionnaires. Après sa conversion, il compose un Traité de la comédie et des spectacles (1666) dans lequel il condamne les tragédies de Corneille et les comédies de Molière. Il est également l'auteur d'un ouvrage intitulé Les Devoirs des Grands (1666). Il est alors installé au château de la Grange-des-Prés, à Pézenas, et se consacre à l'étude et au mysticisme jusqu'à sa mort, qui survient le 21 février 1666. Il est inhumé à la chartreuse du-Val-de-Bénédiction à Villeneuve-lès-Avignon.
Son tombeau est profané à la Révolution ; ses ossements sont transférés dans la crypte de l'oratoire de Port-Royal des Champs, abbaye symbole du jansénisme, en 1906.

## Mariage et descendance
Armand de Bourbon-Conti et Anne-Marie Martinozzi ont pour enfants :
- Louis Armand Ier de Bourbon-Conti (1661-1685), 2e prince de Conti ;
- François Louis de Bourbon-Conti (1664-1709), 3e prince de Conti.

## Œuvres
- Traité de la comédie et des spectacles, selon la tradition de l'Église, tirée des Conciles et des Saints Pères, Paris, 1667, lire en ligne sur Gallica
- Les Devoirs des Grands, 1666

## Dans la fiction
- Dans le film Molière (1978), d'Ariane Mnouchkine, il est incarné par Yves Gourvil.
- Dans le film Louis, enfant roi (1993), de Roger Planchon, il est incarné par Régis Royer.
- Dans le film Le roi danse (2000), de Gérard Corbiau, il est incarné par Idwig Stéphane.
- Dans la comédie musicale Molière l'opéra urbain (2023), de Dove Attia, il est incarné par Abi Bernadoth.